# Serial Killer (película)
Serial Killer (conocida en España como En la boca del infierno) es una película de suspenso de 1995, dirigida por Pierre David, escrita por Mark Sevi, musicalizada por Louis Febre, en la fotografía estuvo Tom Jewett y los protagonistas son Kim Delaney, Gary Hudson y Tobin Bell, entre otros. El filme fue realizado por Image Organization, Republic Pictures (II) e Inferno Productions, se estrenó el 5 de octubre de 1995.

## Sinopsis
Como integrante de la Unidad de Perfil Psicológico del FBI, Selby Younger rastrea a Morrano, un homicida serial muy listo. Antes de ser capturado, Morrano la ataca provocándole un gran daño mental. Dos años después, el asesino se fuga y Selby, que actualmente hace tareas de escritorio, tiene que lidiar otra vez con sus complejos.

## Reparto
- Kim Delaney - Selby Younger
- Tobin Bell - William Lucian Morrano
- Gary Hudson - Cole Grayson
- Marco Rodríguez - Manny Ramirez
- Lyman Ward -  Dr. Harvard Jankowitz
- Cyndi Pass -  Marianne Capriato
- Pam Grier -  Capt. Maggie Davis
- Joel Polis -  Jack Blund
- Andrew Prine -  Perry Jones